# 臺北工場
臺北工場是台灣日治時期總督府交通局的鐵道車輛組裝、維修保養工廠，原位於臺北府城北門附近，1934年遷移至松山新廠後，原有廠區逐漸改做鐵道部其他單位辦公處所，或陸續改建為鐵道部員工宿舍，原有廠房至今幾乎已拆除而不復存。今日所稱的臺北工場，為1909年臺北工場東擴廠區時所建的「車輛修理工場」，戰後主要改作為臺灣鐵路管理局本部的禮堂使用，於2005年指定為臺北市市定古蹟。

## 設立緣起
日治時期初期鐵道車輛組裝、維修保養工作，曾短暫使用大稻埕「臺北停車場」機關庫，而後亦借用「臺北兵器修理所」部分廠房。1899年「臺北兵器修理所」改為「臺北砲兵工場」，隔年1900年「臺北砲兵工場」移交給臺灣總督府鐵道部作為鐵道工場使用:52-53。
在鐵道工場的編制上，臺北編制為「臺北工場」，接續於1901年成立「打狗工場」，於1918年設立花蓮港工場。1924年12月，配合臺灣總督府官制調整，於鐵道部之上設立交通局，而臺北、打狗及花蓮港工場改隸直屬於交通局管理。1926年改為臺北鐵道工場、高雄鐵道工場、花蓮港鐵道工場。1927年花蓮港鐵道工場改併入花蓮出張所下，稱修理場。至日治時期結束，臺北、高雄鐵道工場直屬於交通局的編制:38。

## 空間發展歷程

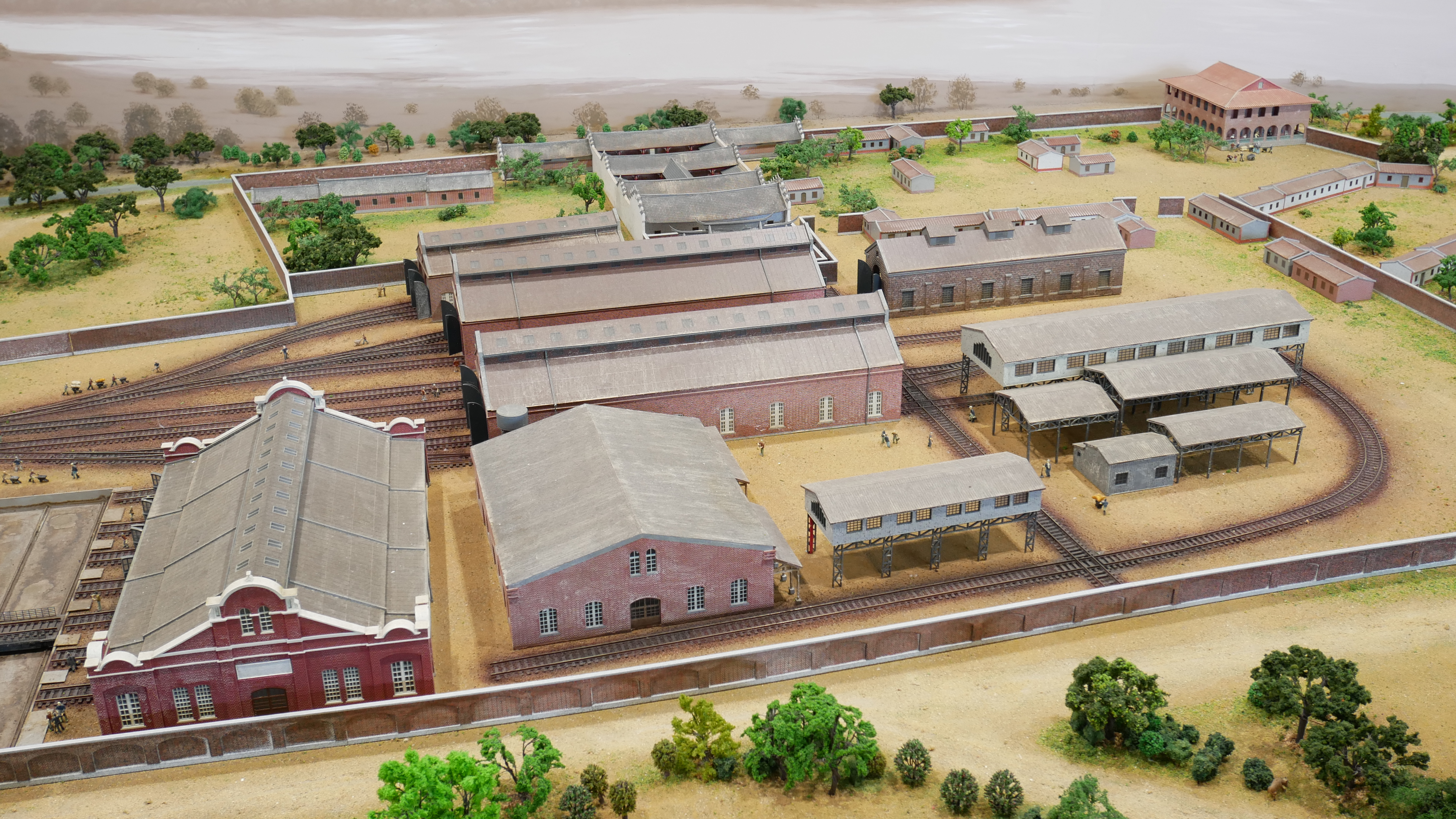
1910年代臺灣總督府鐵道部臺北工場復原模型

在「臺北工場」成立前，鐵道車輛組裝、維修保養工作借用接收自清代臺北機器局之「臺北砲兵工場」北側廠房使用。1900年由鐵道部接收「臺北砲兵工場」後沿用北側廠房成立「臺北工場」，廠區內主要有7棟建物，陸續於廠區內空地興建5間左右的大、小型廠房，至1908年廠區主要建物有13棟:55。
1908年縱貫線鐵道通車，車輛維修業務增加，計畫於既有廠區之東側腹地擴增廠房，於1909年完成擴廠，新建「車輛修理工場」及「塗工場」（油漆工場）與遷車臺。其中「車輛修理工場」即今日的臺北市市定古蹟「臺北工場」。而後隨著鐵道事業逐年發展，廠區內多有增修建以配合業務擴增，但日漸周邊已無腹地擴建，受限於既有廠內空間使用逐漸趨於飽和，而於1934年遷至位於松山的臺北新鐵道工場:39，42-43。
遷廠後於既有建築廠房，於1909年東擴的廠區因其南側於1918年開始為鐵道部辦公廳舍區，此區廠房則改作為鐵道部相關單位辦公使用。而西側廠區則陸續配合周邊既有的鐵道部宿舍群，拆除改建為鐵道部員工宿舍。戰後，鐵道部辦公廳舍區及宿舍區由臺灣鐵路管理局接收使用，基本延續既有的使用機能:66。

## 古蹟建築特色與興修歷程
今日所稱的臺北市市定古蹟「臺北工場」，是日治時期臺北工場內的「車輛修理工場」，於1909年5月 22日開工、同年10月31日完工:69。建築構造為英式砌法磚構，面寬約25.77公尺，進深約35公尺，南、北側有大型半圓山牆立面，東、西側為拱圈長廊，中央為廠房主要作業空間，寬達17.42公尺。屋頂設有太子樓高窗，為當時廠房建築常見之採光通風設計，鐵製桁架屋架亦為其重要價值特色，使用鐵軌組構，構造形式與清代臺北火車票房屋架構造型似類似，推測可能轉用自清代末期大型廠房屋架:61-63。
1934年遷廠至松山後，「車輛修理工場」改作為鐵道部監督課及運輸課辦公室，戰後則主要為臺灣鐵路管理局之禮堂使用:88，時間在1949年6月正式使用，期間因此使用機能改變而有增設講臺及相關空間修繕工程，南側約於1950至1952年間增建入口玄關，高度約有2層樓高:66-68。
古蹟於2020年修復前，屋頂太子樓已拆除，南側半圓山牆亦拆除另砌，東、西兩側拱圈原有6組，結合遷車臺調配功能，可作為6輛車輛進出廠房使用，在1980年代初期因市民大道興建時而遭拆除北側2組拱圈，而成為現存樣貌:71。

## 古蹟指定及挪移工程
2005年「臺北工場」經指定並增列於臺北市市定古蹟「臺灣總督府交通局鐵道部」之古蹟本體中。2007年因「臺灣總督府交通局鐵道部（廳舍、八角樓男廁、戰時指揮中心、工務室、電源室、食堂）」由行政院文化建設委員會另公告為國定古蹟，後於2010年臺北市政府文化局公告修正臺北工場古蹟名稱為「臺灣總督府鐵道部（臺北工場）」。
配合桃園機場捷運及台北捷運北門站施工，2007年將臺北工場以工法往東南方挪移30公尺，並於2012年挪回至現址，並設有保護鋼棚保護。現址與原址仍有些許差異。2020年由臺北市政府捷運工程局主辦啟動古蹟修復工程，由徐裕健建築師事務所設計監造，工程由松肯營造工程有限公司承攬。